# Real Life (album av Simple Minds)
Real Life är det nionde studioalbumet av det skotska bandet Simple Minds, utgivet 1991. Albumet producerades av Stephen Lipson.
Detta var den första skivan utan klaviatur-spelaren Mick MacNeil, som hade lämnat bandet efter förra turnén. "Let There Be Love", "See The Lights", "Stand By Love" och "Real Life" släpptes som singlar.
4 oktober spelade Simple Minds på Globen i Stockholm, dagen efter i Göteborgs Scandinavium. Förutom Jim, Charlie och Mel, spelade Malcolm Foster (bas) och Mark Taylor (syntar) på turnén.  

## Låtlista[1]
1. Real Life  4:53
2. See The Lights  4:22
3. Let There Be Love  4:57
4. Woman  4:39
5. Stand By Love  4:03
6. Let The Children Speak  4:16
7. African Skies 4:51
8. Ghostriders  3:22
9. Intro 1:15
10. Banging On The Door  4:22
11. Travelling Man  3:33
12. Rivers Of Ice  3:29
13. When Two Worlds Collide  4:01

## Musiker[4]
- Jim Kerr: sång
- Charles Burchill: gitarr, synt
- Mel Gaynor: trummor
- Stephen Lipson: bas, synt
- Malcolm Foster: bas
- Peter-John Vettese: synt
- Andy Duncan: slagverk
- Lisa Germano: fiol